# Liste des œuvres d'Enid Blyton
Cet article présente la liste des œuvres d'Enid Blyton (1897-1968), romancière anglaise pour enfants surtout connue pour Oui-Oui, Le Club des cinq et Le Clan des sept.

## Œuvres traduites en français, classées par série
Note : Pour chaque série, la première date est celle de la première édition française.

### Belles Histoires
Cette série a d'abord été publiée chez Hachette dans la collection « Nouvelle Bibliothèque rose et Bibliothèque verte ».
- 1961 : Fido, chien de berger (Shadow, the Sheep-Dog, 1942).
- 1963 : Bonjour les amis ! (The Good Morning Book, 1949).
- 1964 : Histoires des quatre saisons (Tales of Green Hedges, 1946).
- 1965 : Histoires de la lune bleue (Now For A Story, 1948).
- 1966 : Deux enfants dans un sapin (The Queer Adventure, 1952).
- 1967 : Histoires du coin du feu (Chimney Corner Stories, 1946).
- 1968 : Histoires de la vieille horloge (Round the Clock Stories, 1945).
- 1969 : Histoires du bout du banc (Story Time Book, 1964).
- 1970 : Histoires du fauteuil à bascule (Happy Hours Story, 1964).
- 1971 : Histoires de la pipe en terre (Tales of Toyland, 1944).
- 1973 : Histoires du coffre à jouet  (Happy Story Book, 1942).
- 1974 : Un chien pour Dominique (The Boy Who Wanted a Dog, 1963).
- 1974 : Histoires du sapin de Noël (Jolly Story Book, 1944).
- 1975 : Le Souterrain des trois amis (The Hidey Hole, 1964).
- 1975 : Histoires de la maison de poupée (Enid Blyton’s Merry Story Book, 1943).
- 1976 : Histoires du cheval à bascule (Enid Blyton‘s Gay Story Book, 1946).
- 1976 : Histoires du marchand de sable (Sunny Story Book, 1945).
- 1977 : Histoires des ciseaux d’argent (Bright Story Book, 1952).
- 1977 : Histoires de la cabane à outils (Lucky Story Book, 1947).
- 1978 : Histoires du grenier de grand-mère (Lucky Story Book, 1947).
- 1979 : Histoires des trois loups de mer (Jolly Story Book, 1944).
- 1980 : Histoires de la ruche à miel
- 1980 : Histoires du sac à malice (Enid Blyton’s Gay Story Book).
- 1982 : Histoires de la boîte de couleurs

### SérieBetty
La série s'intitule The Naughtiest Girl en version originale. Elle a commencé à être rééditée en 2015 sous le titre Betty la chipie.
- 1971 : Betty la mauvaise tête (The Naughtiest Girl in the School, 1940); (nouveau titre français en 2015 : Betty la chipie : Vive la rentrée !).
- 1972 : Betty s'en va-t-en guerre (The Naughtiest Girl Again, 1942); (nouveau titre français en 2015 : Betty la chipie : Fous Rires et Mauvais Coups !).
- 1973 : Hourra pour Betty ! (The Naughtiest Girl is a Monitor, 1945); (nouveau titre français en 2016 : Betty la chipie : De l'orage dans l'air).

### SérieBoum
La série Boum (Bom) vise un très jeune public. Elle comprend huit titres narrant les aventures et tribulations d'un petit tambour (au sens de « joueur de tambour ») nommé Boum.
- 1972 : Boum le petit tambour (Bom the Little Toy Drummer, 1956).
- 1972 : Boum, sa grosse caisse et son petit chien (Bom and his Magic Drumstick, 1957).
- 1973 : Boum et les Trois Voleurs (Bom Goes Adventuring, 1958).
- 1974 : Boum et le Petit Ours (Bom Goes to Ho-Ho Village, 1958).
- 1974 : Boum et l’Arc en ciel (Bom and the Rainbow, 1959).
- 1975 : Boum et le Clown (Bom and the Clown, 1959).
- 1976 : Boum dans la ville enchantée (Bom Goes to Magic Town, 1960).
- 1977 : Boum au bord de la mer (Bom at the Seaside, 1961).

### SérieLe Clan des sept
La série Le Clan des sept (The Secret Seven) comporte quinze histoires rédigées entre 1949 et 1963, et publiées en France de 1958 à 1974. Elle raconte les aventures d’un groupe de sept enfants et de leur chien, Moustique. La série est publiée dans la collection « Bibliothèque rose ».
- 1958 : Bien joué, clan des sept (Well Done Secret Seven, 1951).
- 1959 : Un exploit du clan des sept (Go Ahead Secret Seven, 1953).
- 1960 : Le Carnaval du clan des sept (Good Work Secret Seven, 1954).
- 1961 : Le Clan des sept et l'Homme de paille (Secret Seven Win Through, 1955).
- 1961 : Le Clan des sept à la rescousse (Secret Seven Mystery, 1957).
- 1962 : Le Télescope du clan des sept (Good Old Secret Seven, 1960).
- 1963 : Le Violon du clan des sept (Puzzle for the Secret Seven, 1958).
- 1964 : L'Avion du clan des sept (Three Cheers Secret Seven, 1956).
- 1964 : Surprise au clan des sept (Shock for the Secret Seven, 1961).
- 1965 : Le Cheval du clan des sept (Fun for the Secret Seven, 1963).
- 1966 : Le clan des sept va au cirque (Secret Seven Adventure, 1950).
- 1969 : La Médaille du clan des sept (Look Out Secret Seven, 1962).
- 1969 : Le Clan des sept et les Bonshommes de neige (The Secret Seven, 1949).
- 1970 : Le Feu de joie du clan des sept (Secret Seven Fireworks, 1959).
- 1974 : Le Clan des sept à la grange aux loups (Secret Seven on the Trail, 1952).

### SérieLe Club des cinq
La série Le Club des cinq (The Famous Five) comprend vingt et une histoires, publiées entre 1942 et 1963, et en France de 1955 à 1967. Elle relate les aventures d’un groupe de quatre enfants (Claude, Annie, Mick et François, dans la version française) et de leur chien Dagobert. C’est Claude Voilier qui rédige, depuis 1971, de nouvelles aventures du Club des cinq. L’ensemble a été publié en France dans la « Bibliothèque rose ».
- 1955 : Le Club des cinq (Five Go Adventuring Again, 1943) ; (nouveau titre français en 2006 : Le Club des cinq et le Passage secret).
- 1955 : Le club des cinq contre-attaque (Five Run Away Together, 1944).
- 1956 : Le Club des cinq en vacances (Five Go to Smuggler's Top, 1945).
- 1956 : Le club des cinq joue et gagne (Five on Kirrin Island Again, 1947).
- 1957 : Le club des cinq va camper (Five Go Off to Camp, 1948).
- 1957 : Le Club des cinq en péril (Five Get into Trouble, 1949).
- 1958 : Le Club des cinq en randonnée (Five on a Hike Together, 1951).
- 1959 : Le Club des cinq au bord de la mer (Five Go Down to the Sea, 1953).
- 1960 : Le Club des cinq et les Gitans (Five Fall into Adventure, 1950) ; (nouveau titre français en 2006 : Le Club des cinq pris au piège).
- 1960 : Le Club des cinq en roulotte (Five Have a Wonderful Time, 1952) ; (nouveau titre français en 2007 : Le Club des cinq et le Château de Mauclerc).
- 1961 : La Locomotive du club des cinq (Five Go to Mystery Moor, 1954).
- 1961 : Enlèvement au club des cinq (Five Have Plenty of Fun, 1955).
- 1961 : Le club des cinq se distingue (Five on a Secret Trail, 1956) ; (nouveau titre français en 2008 : Le Club des cinq et la Maison hantée).
- 1962 : Le Club des cinq et les Papillons (Five go to Billycock Hill, 1957).
- 1962 : Le Club des cinq et le Coffre aux merveilles (Five on Finniston Farm, 1960).
- 1962 : Le Club des cinq et le Trésor de l'île (Five on a Treasure Island, 1942).
- 1963 : La Boussole du club des cinq (Five Go to Demon's Rock, 1961).
- 1964 : Le Club des cinq aux sports d'hiver (Five Get into a Fix, 1958).
- 1965 : Le Club des cinq et les Saltimbanques (Five Go Off in a Caravan, 1946) ; (nouveau titre français en 2006 : Le Club des cinq et le Cirque de l'Étoile).
- 1966 : Le Club des cinq et le Vieux Puits (Five Have a Mystery to Solve, 1962) ; (nouveau titre français en 2010 : Le Club des cinq et le Secret du vieux puits).
- 1967 : Le Club des cinq en embuscade (Five Are Together Again, 1963).

Les romans ont été également publiés dans la collection « Nouvelle Collection Ségur » (nombreux titres), dans la collection « Idéal-Bibliothèque » (Le Club des cinq se distingue et Le Club des cinq en péril), trois titres ont été publiés en grand format dans la collection « La Galaxie »(Le Club des cinq, Le Club des cinq en embuscade et Le Club des cinq et le coffre aux merveilles) ou dans la collection « Vermeille » (Le Club des cinq, Le Club des cinq et le trésor de l’île, Le Club des cinq en vacances, Le Club des cinq aux sports d'hiver, Le Club des cinq en embuscade et Le Club des cinq et les gitans). Plusieurs romans ont également été publiés chez ODEJ dans la « collection J » (3 titres) et « Junior de poche » (2 titres).

### SérieDeux jumelles
La série Deux jumelles (St. Clare's) compte six romans publiés entre 1941 et 1945, et en France de 1964 à 1965 dans la collection « Idéal-Bibliothèque » chez Hachette. Elle raconte la vie quotidienne d’un pensionnat de jeunes filles. Elle a commencé à être rééditée en 2014 sous le titre Les Jumelles.
- 1964 : Deux jumelles en pension (The Twins at St. Clare's, 1941) ; (nouveau titre français en 2014 : Les Jumelles à Saint-Clair).
- 1964 : Deux jumelles et trois camarades (The O'Sullivan Twins, 1942) ; (nouveau titre français en 2014 : Les jumelles ne sont pas des anges).
- 1965 : Deux jumelles et une écuyère (Summer Term at St. Clare's, 1943) ; (nouveau titre français en 2014 : Les Jumelles et la Mystérieuse Cavalière).
- 1965 : Hourra pour les jumelles (Second Form at St. Clare's, 1944) ; (nouveau titre français en 2015 : Les jumelles font leur numéro).
- 1966 : Claudine et les Deux Jumelles (Claudine at St.Clare's, 1944) ; (nouveau titre français en 2015 : Les Talents cachés des jumelles).
- 1966 : Deux Jumelles et Deux Somnambules (Fifth Formers at St. Clare's, 1945); (nouveau titre français en 2016 : Les jumelles mènent le jeu).

### La Famille Tant-Mieux
La série La Famille Tant-Mieux (The Caravan Family) est constituée de six histoires rédigées entre 1945 et 1951, et publiées en France de 1963 à 1968 dans la collection « Bibliothèque rose ». Elle raconte la vie d’une famille composée du père, de la mère et de leurs trois enfants : Nicolas, Elisabeth et Marijo. Toujours joyeuse, cette famille voit toujours le bon côté des choses.
- 1963 : La Famille Tant-Mieux (The Caravan Family, 1945).
- 1964 : La Famille Tant-Mieux en péniche (The Saucy Jane Family, 1947).
- 1967 : La Famille Tant-Mieux prend des vacances (The Seaside Family, 1950).
- 1966 : La Famille Tant-Mieux à la campagne (The Buttercup Farm Family, 1951).
- 1965 : La Famille Tant-Mieux en croisière (The Pole Star Family, 1950).
- 1968 : La Famille Tant-Mieux en Amérique (The Queen Elisabeth Family, 1951).

### SérieFélicie la souris
La série s'intitule Mary Mouse en version originale.
- 1981 : Félicie la souris (Mary Mouse and the Doll’s House, 1942).
- 1981 : Félicie part en roulotte (Here Come Mary Mouse Again, 1947).
- 1981 : La croisière de Félicie (Mary Mouse to the Rescue, 1954).
- 1990 : Félicie en ballon (Mary Mouse Has a Wonderful Idea, 1959).

### SérieGalopin et Polisson
Les cinq titres de cette série, publiés en France en 1990 dans la collection Bibliothèque rose, sont tirés d'un unique volume intitulé The Adventures of Binkle and Flip, paru en 1938. 
- 1990 : Galopin et Polisson
- 1990 : Galopin s'en tire bien
- 1990 : Galopin va trop loin
- 1990 : Les folles idées de Galopin
- 1990 : Le Réveillon de Galopin et Polisson

### SérieJojo Lapin
La série s'intitule Brer Rabbit en version originale.
- 1969 : Les Aventures de Jojo Lapin (Fourfh Brer Rabbit Book, 1953).
- 1970 : Jojo Lapin va à la pêche (Second Brer Rabbit Book, Part 2, 1950).
- 1971 : Jojo Lapin va au marché (Sixth Brer Rabbit Book, 1955).
- 1971 : Jojo Lapin fait des farces (Eighth Brer Rabbit Book, 1958).
- 1972 : Jojo Lapin chez Maître Renard (Seventh Brer Rabbit Book, 1957).
- 1972 : Jojo Lapin roi des malins (Third Brer Rabbit Book, Part 1, 1952).
- 1973 : Jojo Lapin et le Crocodile (First Brer Rabbit Book. Part 1, 1948).
- 1974 : Jojo Lapin joue à cache-cache (First Brer Rabbit Book. Part 2, 1948).
- 1975 : Jojo Lapin fait le brave (First Brer Rabbit Book. Part 3, 1948).
- 1976 : Les bons trucs de Jojo Lapin (Second Brer Rabbit Book Part 1, 1950).
- 1977 : Jojo Lapin se rebiffe, 1977 (Third Brer Rabbit Book Part 2, 1952).

### SérieLes Jumeaux
- 1980 : Bravo les jumeaux ! (Hello Twins, 1951).
- 1980 : Salut les Jumeaux !  (Here come The Twins, 1953).

### The Magic Faraway Tree
Cette série de trois histoires raconte les aventures de quelques enfants qui accèdent à des mondes par une échelle au sommet d'un arbre magique. Un autre volume en bande dessinée a été publié en anglais. En français, ces récits sont publiés à partir de 1983 sous la forme d'une série de quatre livres intitulée La Forêt enchantée et composée de quatre titres. En 1991, la série est remaniée et comprend désormais onze titres commençant pour la plupart par « L'Arbre... ».

#### SérieLa Forêt Enchantée
- 1984 : La Forêt enchantée (The Enchanted Wood, Part 1)
- 1985 : Rond de lune et ses amis (The Folk of the Faraway Tree)
- 1985 : L’Arbre de tous les ailleurs (The Magic Faraway Tree)
- 1986 : Au pays du bonhomme casseroles (The Enchanted Wood, Part 2)

#### SérieL'Arbre...
- 1992 : L’Arbre de tous les ailleurs (The Enchanted Wood, 1939).
- 1991 : L’Arbre de tous les hivers (The Enchanted Wood, Part 1, 1939).
- 1991 : L’Arbre aux 1000 casseroles (The Enchanted Wood, Part 2, 1939).
- 1991 : L’Arbre de bric et de broc (The Enchanted Wood, Part 2, 1939).
- 1991 : L’Arbre aux gobelins rouges (The Enchanted Wood, Part 2, 1939).
- 1991 : L’Arbre qui batifole (The Magic Faraway Tree, 1951).
- 1992 : L’Arbre de toutes les fêtes (The Folk of the Faraway Tree, 1946).
- 1992 : L’Arbre en péril (The Folk of the Faraway Tree, 1946).
- 1992 : L’Arbre aux grandes colères (The Enchanted Wood, Part 2, 1939).
- 1992 : Les Caprices de l’arbre (The Folk of the Faraway Tree, 1946).
- 1992 : L’Arbre de tous les secrets (The Enchanted Wood, Part 2, 1939).

### SérieMalory School
La série Malory School (Malory Towers en version originale) relate la vie de jeunes filles dans un pensionnat. L’ensemble a été publié en France dans la collection « Bibliothèque rose ».
- 1971 : Les Filles de Malory school (First Term at Malory Towers, 1946) ; (nouveau titre français en 2012 : Malory School : La Rentrée).
- 1971 : Sauvetage à Malory school (Second Form at Malory Towers, 1947) ; (nouveau titre français en 2012 : Malory School : La Tempête).
- 1972 : Un cheval à Malory school (Third Year at Malory Towers, 1948) ; (nouveau titre français en 2013 : Malory School : Un pur-sang en danger).
- 1974 : Réveillon à Malory School (Upper Fourth at Malory Towers, 1949) ; (nouveau titre français en 1993 : Folle soirée à Malory School et en 2013 : Malory School : La Fête secrète).
- 1974 : Du théâtre à Malory School (In the Fifth at Malory Towers, 1950); (nouveau titre français en 2014 : Malory School : La Pièce de théâtre).
- 1975 : Adieu à Malory School (Last Term at Malory Towers, 1951) ; (nouveau titre français en 2014 : Malory School : Les Adieux)

### SérieMystère
La série française Mystère regroupe des titres publiés sous forme de séries séparées en version originale, ainsi que des titres isolés n'appartenant à aucune série. 

#### Arthur & Cie
Cette série s'intitule Adventure series en version originale. Les personnages sont : Jacques, Henri, Denise, Lucette et leur perroquet Kiki. La série a été rééditée sous le titre Arthur et Cie à partir des années 1990, puis Arthur et Compagnie en 2015.
- 1960 : Le Mystère de l'île aux mouettes (The Island of Adventure, 1944), (nouveau titre français en 2015 : Arthur et Compagnie et l'Île aux mouettes).
- 1961 : Le Mystère du nid d'aigle (The Castle of Adventure, 1946), (nouveau titre français en 2015 : Arthur et Compagnie au nid d'aigle).
- 1962 : Le Mystère de la cascade (The Valley of Adventure, 1947), (nouveau titre français en 2015 : Arthur et Compagnie à la cascade).
- 1962 : Le Mystère du golfe bleu (The Sea of Adventure, 1948), (nouveau titre français en 2015 : Arthur et Compagnie au golfe bleu).
- 1963 : Le Mystère de l'hélicoptère (The Mountain of Adventure, 1949), (nouveau titre français en 2015 : Arthur et Compagnie et l'Hélicoptère).
- 1963 : Le Mystère du vaisseau perdu (The Ship of Adventure, 1950), (nouveau titre français en 2015 : Arthur et Compagnie et le Vaisseau perdu).
- 1963 : Le Mystère du Mondial-Circus (The Circus of Adventure, 1952), (nouveau titre français en 2015 : Arthur et Compagnie au Mondial Circus).
- 1964 : Le Mystère de la rivière noire (The River of Adventure, 1955), (nouveau titre français en 2015 : Arthur et Compagnie sur la rivière noire)

#### Barney Mysteries
Cette série de six titres est parue en France dans la collection Bibliothèque rose ; Le titre Le Mystère du carillon a été réédité en 1980 dans la collection Idéal-Bibliothèque. Elle raconte les aventures de Sylvain (Barney en version originale) le vagabond, et de ses amis Éric, dit Toufou (Peter dit Snubby), un orphelin, et des deux cousins de Toufou : Roger (Roger) et Nelly (Diana). Les enfants sont accompagnés du chien de Toufou : Crac (Loony en VO), et de la guenon de Sylvain : Virginie (Miranda). En version originale, le titre des romans commence toujours par la lettre « R ». 
- 1959 : Le Mystère du vieux manoir (The Rockingdown Mystery, 1949).
- 1959 : Le Mystère des gants verts (The Rilloby Fair Mystery, 1950).
- 1959 : Le Mystère du carillon (The Ring O'Bells Mystery, 1951).
- 1960 : Le Mystère de la roche percée (The Rubadub Mystery, 1952).
- 1961 : Le Mystère de monsieur personne (The Rat-a-Tat Mystery, 1956).
- 1962 : Le Mystère des voleurs volés (The Ragamuffin Mystery, 1959).

#### Les Cinq Détectives
Intitulée Five Find-Outers en version originale, la série raconte les histoires de cinq amis : Fatty, Larry, Pip, Daisy, Betsy et leur chien Foxy. En France, elle est d'abord parue dans la collection « Idéal-Bibliothèque » sous le titre de Série Mystère. À partir des années 1990, plusieurs de ces titres sont réédités dans la collection Bibliothèque rose sous le nom de Les Cinq Détectives.
- 1963 : Le Mystère du pavillon rose (The Mystery of the Burnt Cottage, 1943).
- 1964 : Le Mystère du chat siamois (The Mystery of the Disappearing Cat, 1944).
- 1964 : Le Mystère du camp de vacances (The Mystery of the Vanished Prince, 1951).
- 1965 : Le Mystère de la maison vide (The Mystery of the Secret Room, 1945).
- 1965 : Le Mystère du sac magique (The Mystery of the Strange Bundle, 1952).
- 1966 : Le Mystère de la maison des bois (The Mystery of the Hidden House, 1948).
- 1966 : Le Mystère du voleur invisible (The Mystery of the Invisible Thief, 1950).
- 1967 : Le Mystère du camion fantôme (The Mystery of Holly Lane, 1953).
- 1967 : Le Mystère du chat botté (The Mystery of the Pantomime Cat, 1949).
- 1968 : Le Mystère du collier de perles (The Mystery of the Missing Necklace, 1947).
- 1968 : Le Mystère de la fête foraine (The Mystery of the Missing Man, 1956).
- 1969 : Le Mystère des enveloppes mauves (The Mystery of the Spiteful Letters, 1946).
- 1969 : Le Mystère du caniche blanc (The Mystery of Tally-Ho Cottage, 1954).
- 1970 : Le Mystère de l'ennemi sans nom (The Mystery of the Strange Messages, 1957).
- 1970 : Le Mystère de la chaloupe verte (The Mystery of Banshee Towers, 1961)

#### Le Cirque Galliano
Intitulée Galliano's circus en version originale, cette série est constituée de quatre titres (trois en Angleterre). Le quatrième, un titre indépendant en Angleterre, a été ajouté à la série par Hachette pour faire partie de la série. En France, cette série est parue dans la collection Bibliothèque rose. Toutes les histoires ont pour thème le cirque. Les personnages principaux sont Jimmy et son amie Lotta, la petite écuyère.
- 1965 : Le Mystère de l'éléphant bleu (Mr Galliano's Circus, 1938)
- 1967 : Le Mystère du chien savant (Hurrah for the Circus!, 1939)
- 1967 : Le Mystère du chapeau pointu (Circus Days Again, 1942)
- 1968 : Le Mystère des singes verts (Come to the Circus!, 1948) renommé en fév. 1984 L'Affiche aux Singes Verts.

#### Série mystère[2](Les 4 Arnaud)(Secret Series)
Cette série est constituée de cinq titres, parus en France au début des années 1960 aux éditions ODEJ dans la collection « collection J » puis dans les années 1970 aux éditions Hachette dans la collection Bibliothèque rose avec des titres légèrement différents de ceux parus chez ODEJ.
Les personnages sont Guy, Linette, et Nicole Arnaud qui sont frère et sœurs et Jean, orphelin adopté par les parents de Guy, Linette et Nicole à la fin du premier tome. À partir du deuxième tome un autre personnage central est le prince Paul, originaire du royaume de Varanie.
- 1972 : Le Mystère de l'île verte / Le Secret de l'île verte[3] (The Secret Island, 1938)
- 1973 : Le Mystère de la tour du guet / Le Secret de la tour du guet[4] (The Secret of Spiggy Holes, 1940).
- 1974 : Le Mystère de la montagne jaune / Le Secret de la Montagne jaune[5] (The Secret Mountain, 1941).
- 1975 : Le Mystère de la forêt bleue / Le Secret de la forêt bleue[6] (The Secret of Killimooin, 1943).
- 1976 : Le Mystère du donjon noir / Le Secret du vieux donjon[7] (The Secret of Moon Castle, 1953)

#### Titres indépendants n'appartenant à aucune série
Autres titres publiés en France dans la série Mystère n'appartiennent pas à une série précise en Angleterre. Les personnages sont différents dans chaque livre. En France, ces titres ont d'abord paru dans la collection Bibliothèque rose puis ils ont été tous réédités sauf Le Mystère du sixième portrait dans la collection « Idéal-Bibliothèque ».
- 1968 : Le Mystère du message secret[8] (The Mystery that Never Was, 1961)
- 1969 : Le Mystère du flambeau d'argent[9] (The Treasure Hunters, 1940)
- 1969 : Le Mystère des voisins terribles[9] (Those Dreadful Children, 1949)
- 1970 : Le Mystère de la grotte aux sirènes[8] (Smuggler Ben, 1943)
- 1970 : Le Mystère de la péniche[8] (The Boy Next Door, 1944)
- 1972 : Le Mystère des sept coffres[10] (The Secret of Cliff Castle, 1943)
- 1980 : Le Mystère du sixième portrait[11] (The Adventure of the Secret Necklace, 1954)

Les titres suivants n'ont pas été publiés en France :
- The children of Kidillin, 1940
- Mischief at St Rollo's, 1943
- The Family at Red-Roofs, 1945
- Hollow Tree House, 1945
- The Put-Em-Rights, 1946
- House at the Corner, 1947
- The Six Bad Boys, 1951
- The Children at Green Meadows, 1954
- Holiday House, 1955
- Adventure of the Strange Ruby, 1960
- The Four Cousins, 1962

### SérieOui-Oui
La série Oui-Oui (Noddy) est destinée plus particulièrement aux tout-petits. Elle comporte vingt-quatre titres écrits entre 1949 et 1963 en Angleterre et publiés en France à partir de 1962.
- 1962 : Oui-Oui au pays des jouets (Noddy Goes to Toyland, 1949).
- 1962 : Oui-Oui et la Voiture Jaune (Hurrah for Little Noddy, 1950).
- 1963 : Oui-Oui chauffeur de taxi (Noddy and his car, 1951).
- 1963 : Oui-Oui veut faire fortune (Here Comes Noddy again, 1951.
- 1963 : Bravo, Oui-Oui (Well Done, Noddy!, 1952).
- 1964 : Oui-Oui va à l’école (Noddy Goes to School, 1952).
- 1965 : Oui-Oui va à la plage (Noddy at the Seaside, 1953).
- 1965 : Oui-Oui et la Gomme magique (Noddy and the Magic Rubber, 1954).
- 1965 : Oui-Oui et le Gendarme (Noddy Gets Into Trouble, 1954).
- 1966 : Oui-Oui champion (You are Funny, Little Noddy, 1955).
- 1966 : Oui-Oui et le Père Noël (Noddy Meets Father Christmas, 1955).
- 1967 : Oui-Oui et le Cerf volant (Noddy and the Tessie Bear, 1956).
- 1967 : Oui-Oui et le Vélo car (Be Brave, Little Noddy!, 1956).
- 1968 : Oui-Oui et le Chien qui saute (Noddy and the Bumpy Dog, 1957).
- 1968 : Oui-Oui part en voyage (Do Look Out Noddy!, 1957).
- 1969 : Oui-Oui et le Magicien (You’re a Good Friend, Noddy!, 1958).
- 1969 : Une astuce de Oui-Oui (Noddy Has an Adventure, 1958).
- 1970 : Oui-Oui et le Lapinzé  (Noddy and the Bankey, 1959).
- 1970 : Oui-Oui marin (Noddy Goes to the Sea, 1959).
- 1970 : Oui-Oui et son grelot (Noddy and the Tootles, 1962).
- 1971 : Oui-Oui et son âne (Cheer up, Little Noddy, 1960).
- 1971 : Oui-Oui à la fête (Noddy Goes to the Fair, 1960).
- 1973 : Oui-Oui et M. Gros Minou (Mr Plod and Little Noddy, 1961).
- 1973 : Oui-Oui s’envole (Noddy and the Aeroplane, 1964).

### Les Robinsons
Intitulée The Adventurous Four Series en version originale, cette série ne compte que deux titres. Les personnages sont les frères et sœurs Tom, Mary et Jill et leur ami pêcheur Andy. En France, ces deux titres ont paru dans la collection Bibliothèque rose.
- 1984 : Les Robinsons de l'île perdue (The Adventurous Four, 1941).
- 1985 : Une nouvelle aventure des Robinsons (The Adventurous Four again, 1947).

### SérieSix cousins
Seuls deux titres ont été écrits par l'auteur. Les personnages sont trois « cousins de ville » qui viennent habiter pendant quelques mois chez leurs « cousins des champs ». En France, les deux titres ont paru dans la collection « Idéal-Bibliothèque », et n'ont pas été réédités.
- 1967 : Les Six Cousins (Six Cousins at Mistletoe Farm, 1948).
- 1968 : Les Six Cousins en famille (Six Cousins Again, 1950).

### SérieLa Ferme
Cette série comprenant trois titres, n'a pas été publiée en France. Les personnages sont 4 frères et soeurs (Rory, Sheila, Benjy et Penny) qui quittent Londres pour aller vivre dans une ferme. Là-bas ils apprennent les secrets de la vie à la campagne.
- The children of Cherry Tree Farm, 1940
- The children of Willow Farm, 1942
- More adventures on Willow Farm, 1943

### Autres titres
À l'été 2016 et à l'hiver 2016, Hachette Romans publie deux recueils de nouvelles indépendants :
- 2016 : Vive les vacances ! (Enid Blyton's Holiday Stories).
- 2016 : Vive Noël ! (Christmas Stories).

## Œuvres originales, classées par ordre chronologique

### Années 1920

#### 1922
- Child Whispers

#### 1923
- Real Fairies: Poems
- Responsive Singing Games

#### 1924
- The Enid Blyton Book of Fairies
- Songs of Gladness
- Sports and Games
- Ten Songs from 'Child Whispers', musique de Sydney Twinn
- The Zoo Book

#### 1925
- The Enid Blyton Book of Bunnies

#### 1926
- The Enid Blyton Book of Brownies
- The Bird Book

#### 1927
- A Book of Little Plays
- The Play's the Thing, illustré par Alfred Bestall, musique de Alex Rowley, réédité en 1940 sous les titres Plays for Older Children et Plays for Younger Children
- Silver and Gold, illustré par Ethel Everett
- The Wonderful Adventure
- The Animal Book

#### 1929
- The Book Around Europe
- Enid Blyton's Nature Lessons

### Années 1930

#### 1930
- The Knights of the Round Table, John O'London's Children's Library
- Tales From the Arabian Nights, John O'London's Children's Library
- Tales of Ancient Greece, John O'London's Children's Library
- Tales of Robin Hood, John O'London's Children's Library
- Wendy Wins Through
- The Luck of the Laytons

#### 1933
- Cheerio!
- My First Reading Book
- Read To Us
- Let's Read
- Five-minute Tales
- Letters from Bobs
- News Chronicle's Boys and Girls Annual

#### 1934
- Brer Rabbit Retold Old Thatch series
- The Adventures of Odysseus
- News Chronicle Boys' & Girls' Story Book No 2
- Children of Other Days, Old Thatch series
- Happy Stories Treasure Trove Readers Book I
- The Enid Blyton Poetry Book
- The Red Pixie Book
- Round the Year with Enid Blyton: Spring
- Round the Year with Enid Blyton: Summer
- Round the Year with Enid Blyton: Autumn
- Round the Year with Enid Blyton: Winter
- The Story of the Siege of Troy
- The Strange Tale of Mr. Wumble, Old Thatch Series
- Tales of the Ancient Greeks and Persians
- Tales of the Romans
- Ten-Minute Tales

#### 1935
- Birds at Home, Old Thatch series
- News Chronicle Boys' & Girls' Story Book No 3
- The Children's Garden
- The Green Goblin Book
- Hedgerow Tales, illustré par Vere Temple
- Six Enid Blyton Plays

#### 1936
- News Chronicle Boys' and Girls' Story Book No. 4
- The Famous Jimmy, illustré par Benjamin Rabier
- Fifteen-Minute Tales
- The Yellow Fairy Book

#### 1937
- Adventures of the Wishing Chair, illustré par Hilda McGavin, Wishing Chair series 1
- News Chronicle Boys' and Girls' Story Book No. 5
- A Book of Magic, Old Thatch series
- More Letters from Bobs

#### 1938
- The Adventures of Binkle and Flip, illustré par Katherine Nixon
- Billy-Bob Tales, illustré par May Smith
- Heyo, Brer Rabbit!, illustré par Kathleen Nixon
- Mr. Galliano's Circus, Circus Series 1
- The Secret Island, illustré par E. H. Davie, Secret Series 1
- The Talking Teapot, Old Thatch series

#### 1939
- The Adventures of Bobs, Old Thatch series
- Boys' and Girls' Circus Book
- Cameo Plays, Book 4
- Children of Other Lands, Old Thatch series
- The Enchanted Wood, Faraway Tree Series 1
- Hurrah for the Circus, Circus Series 2
- The Little Tree House, Josie, Click and Bun 1
- Naughty Amelia Jane!, Amelia Jane 1
- The Watchman with 100 Eyes, Old Thatch series

### Années 1940

#### 1940
- Birds of Our Gardens, illustré pars Ernest Aris and Roland Green
- Bobs Again
- The News Chronicle Boys' and Girls' Annual, illustré pars Katherine Nixon and Ernest Aris
- Boys and Girls Story Book 6, illustré par Dorothy M. Wheeler
- The Children of Cherry Tree Farm: A Tale of the Countryside, illustré par Harry Rountree
- The Children of Kidillin, publié sous le pseudonyme de Mary Pollock
- Let's Have a Story
- Mister Meddle's Mischief, illustré pars Joyce Mercer and Rosalind M. Turvey
- The Naughtiest Girl in the School, illustré par W. Lindsay Cable, Naughtiest Girl series 1
- The Secret of Spiggy Holes, illustré par E. H. Davie, Secret series 2
- Sunny Stories Annual
- Tales of Betsy-May, illustré par J. Gale Thomas
- The Treasure Hunters, publié sous le pseudonyme de Mary Pollock
- Three Boys and a Circus, publié sous le pseudonyme de Mary Pollock
- Twenty-Minute Tales

#### 1941
- The Adventurous Four, illustré par E. H. Davie
- Adventures of Mr. Pink Whistle
- Enid Blyton's Book of the Year, illustré par Harry Rountree, music by Alec Rowley
- Five O'Clock Tales, illustré par Dorothy M. Wheeler
- The Further Adventures of Josie, Click and Bun, Josie Click and Bun 2
- The Secret Mountain, illustré par Harry Rountree, Secret Series 3
- The Twins at St. Clare's, illustré par W. Lindsay Cable, St. Clare's series 1

#### 1942
- Bed-Time Stories, illustré par Vernon Soper, Evans Little Books 2, publié par Evans Brothers
- Brer Rabbit, illustré par Alfred Kerr, Evans Little Books 1, publié par Evans Brothers
- The Children of Willow Farm, illustré par Harry Rountree
- Circus Days Again, Circus series 2
- Five on a Treasure Island, illustré par Eileen Soper, Famous Five series 1
- The Further Adventures of Brer Rabbit, illustré par Ernest Aris
- Enid Blyton's Happy Story Book, illustré par Eileen Soper
- Happy Stories, illustré par Alfred Kerr, Evans Little Books 6, publié par Evans Brothers
- Hello, Mr. Twiddle!, illustré par Hilda McGavin
- Ho Ho and Too Smart, illustré par Alfred Kerr, Evans Little Books 4, publié par Evans Brothers
- I'll Tell You a Story, illustré par Eileen Soper
- John Jolly at Christmas Time
- Jolly Tales, illustré par Alfred Kerr, Evans Little Books 3, publié par Evans Brothers
- The Land of Far-Beyond, illustré par Horace J. Knowles
- Mary Mouse and the Doll's House, Mary Mouse 1
- More Adventures on Willow Farm, illustré par Eileen Soper,
- The Naughtiest Girl Again, illustré par W. Lindsay Cable, Naughtiest Girl series 2
- The O'Sullivan Twins, illustré par W. Lindsay Cable, St. Clare's Series 2
- Enid Blyton Readers 3, illustré par Eileen Soper
- Shadow the Sheep Dog, illustré par Lucy Gee
- Six O'Clock Tales, illustré par Dorothy M. Wheeler
- Tales of the Toys, illustré par Alfred Kerr, Evans Little Books 5, publié par Evans Brothers

#### 1943
- The Adventures of Scamp, publié sous le pseudonyme de Mary Pollock
- Bimbo and Topsy, illustré par Lucy Gee
- The Children's Life of Christ, illustré par Eileen Soper
- Five Go Adventuring Again, Famous Five series 2
- The Further Adventures of Josie, Click and Bun!
- I'll Tell You Another Story, illustré par Eileen Soper
- John Jolly at the Circus
- John Jolly by the Sea
- John Jolly on the Farm
- The Magic Faraway Tree, illustré par Dorothy M. Wheeler, Faraway Tree series 2
- Enid Blyton's Merry Story Book, illustré par Eileen Soper
- More Adventures of Mary Mouse, illustré par Olive Openshaw, Mary Mouse 2
- The Mystery of the Burnt Cottage, illustré par J. Abbey, The Five Find-Outers 1
- Polly Piglet, illustré par Eileen Soper
- The Secret of Killimooin, illustré par Eileen Soper, Secret Series 4
- The Secret of Cliff Castle, publié sous le pseudonyme de Mary Pollock
- Seven O'Clock Tales, illustré par Dorothy M. Wheeler
- Smuggler Ben, publié sous le pseudonyme Mary Pollock, illustré par E. H. Davie
- Summer Term at St. Clare's, illustré par W. Lindsay Cable, St. Clare's series 3
- The Toys Come to Life, illustré par Eileen Soper

#### 1944
- At Appletree Farm
- Billy and Betty at the Seaside
- A Book of Naughty Children, illustré par Eileen Soper
- The Boy Next Door
- The Boy with the Loaves and Fishes, illustré par Elsie Walker
- The Christmas Book, illustré par Treyer Evans
- Come to the Circus (A) (titre dupliqué), illustré par Eileen Soper
- Daily Mail Annual for Boys & Girls 1944, editor
- The Dog That Went To Fairyland, illustré par Eileen Soper
- Eight O'Clock Tales, illustré par Dorothy M. Wheeler
- Jolly Little Jumbo, illustré par Eileen Soper
- Enid Blyton's Jolly Story Book, illustré par Eileen Soper
- Enid Blyton's Nature Lover's Book, illustré pars Donia Nachshen and Noel Hopking, publié par Evans Brothers
- Five Run Away Together, Famous Five series 3
- The Island of Adventure, illustré par Stuart Tresilian, The Adventure Series 1
- Little Mary Mouse Again, illustré par Olive F. Openshaw, Mary Mouse 3
- The Mystery of the Disappearing Cat, illustré par J. Abbey, The Five Find-Outers 2
- Rainy Day Stories, illustré par Nora S. Unwin, publié par Evans Brothers
- The Second Form at St. Clare's, illustré par W. Lindsay Cable, St. Clare's series 4
- Tales from the Bible, illustré par Eileen Soper
- Tales of Toyland
- The Three Golliwogs
- Claudine at St.Clare's, illustré par W. Lindsay Cable, St. Clare's series 5
- The Train that Lost its Way, illustré par Eileen Soper

#### 1945
- A Book of Magic, Old Thatch series
- The Blue Story Book, illustré par Eileen Soper
- The Brown Family. London to the Seaside, and Building a House, illustré pars E. and R. Buhler
- The Caravan Family, illustré par William Fyffe
- The Conjuring Wizard and Other Stories
- The Family at Red-Roofs, illustré par W. Spence
- Fifth Formers of St. Clare's, W. Lindsay Cable, St. Clare's series 6
- The First Christmas
- Five Go to Smuggler's Top, Famous Five series 4
- Hello, Little Mary Mouse, illustré par Olive Openshaw, Mary Mouse 4
- Hollow Tree House, illustré par Elizabeth Wall
- The Mystery of the Secret Room, illustré par J. Abbey, The Five Find-Outers 3
- The Naughtiest Girl is a Monitor, illustré par Kenneth Lovell, Naughtiest Girl series 3
- The Nature Lover's Book, illustré pars Noel Hopking and Donia Nachshen, Evans Brothers
- Round the Year Stories, Old Thatch series
- The Runaway Kitten, illustré par Eileen Soper, Brockhampton Enid Blyton Picture Book
- Enid Blyton's Sunny Story Book, illustré par Eileen Soper
- The Teddy Bear's Party, illustré par Eileen Soper, Little Book 5, 1989, réédité sous le titre The Night The Toys Had A Party, illustré par Susan Pearson.
- The Twins Go to Nursery-Rhyme Land, illustré par Eileen Soper, Brockhampton Enid Blyton Picture Book

#### 1946
- Amelia Jane Again, Amelia Jane 2
- The Bad Little Monkey, illustré par Eileen Soper
- The Castle of Adventure, The Adventure Series 2
- The Children at Happy House, illustré par Kathleen Gell
- Chimney Corner Stories
- First Term at Malory Towers, illustré par Stanley Lloyd, Malory Towers 1
- Five Go Off in a Caravan, Famous Five series 5
- The Folk of the Faraway Tree, Faraway Tree Series 3
- Enid Blyton's Gay Story Book, illustré par Eileen Soper
- Josie, Click and Bun Again, illustré par Dorothy Wheeler, Josie Click and Bun 3
- The Little White Duck and Other Stories, illustré par Eileen A. Soper
- Mary Mouse and her Family, illustré par Olive Openshaw, Mary Mouse 5
- The Mystery of the Spiteful Letters, illustré par J. Abbey, The Five Find-Outers 4
- The Put-Em-Rights, illustré par Elizabeth Wall
- The Red Story Book, illustré par Eileen Soper
- The Surprising Caravan, illustré par Eileen Soper, Brockhampton Enid Blyton Picture Book
- The Train that Lost its Way, illustré par Eileen Soper

#### 1947
- The Adventurous Four Again!, illustré par Jessie Land
- Five on Kirrin Island Again, Famous Five series 6
- The Green Story Book, illustré par Eileen Soper
- The Happy House Children Again, illustré par Kathleen Gell
- Here Comes Mary Mouse Again, illustré par Olive Openshaw, Mary Mouse 6
- The Enid Blyton Holiday Book
- Second Holiday Book
- The House at the Corner, illustré par Elsie Walker
- The Little Green Duck and Other Stories, illustré par Eileen Soper, Bedtime Series
- Lucky Story Book, illustré par Eileen Soper
- Mischief at St. Rollo's (publié sous le pseydonyme de Mary Pollock)
- More About Josie, Click and Bun, illustré par Dorothy Wheeler, Josie Click and Bun 4
- The Mystery of the Missing Necklace, illustré par J. Abbey, The Five Find-Outers 5
- The Second Book of Naughty Children
- Rambles With Uncle Nat
- The Saucy Jane Family, illustré par Ruth Gervis
- Second Form at Malory Towers, illustré par Stanley Lloyd, Malory Towers 2
- The Smith Family 1–3
- Enid Blyton's Treasury
- The Valley of Adventure, The Adventure Series 3
- The Very Clever Rabbit, illustré par Eileen Soper, Enid Blyton Bedtime Series

#### 1948
- The Adventures of Pip, illustré par Raymond Sheppard
- My Enid Blyton Brer Rabbit Book BR1
- Come to the Circus!(B) (titre dupliqué), illustré par Joyce M. Johnson
- Five Go Off to Camp, Famous Five series 7
- Third Holiday Book
- How Do You Do, Mary Mouse, illustré par Olive Openshaw, Mary Mouse 7
- Just Time for a Story, illustré par Grace Lodge
- Let's Have A Story, illustré par George Bowe
- The Little Girl at Capernaum, illustré par Elsie Walker
- Mister Icy-Cold
- More Adventures of Pip, illustré par Raymond Sheppard
- Now For a Story, illustré par Frank Varty
- The Mystery of the Hidden House, illustré par J. Abbey, The Five Find-Outers 6
- The Red-Spotted Handkerchief and Other Stories, illustré par Kathleen Gell
- The Sea of Adventure, The Adventure Series 4
- Secret of the Old Mill
- Six Cousins at Mistletoe Farm, illustré par Peter Beigel
- Tales After Tea
- Tales of Old Thatch, Coker edition
- Tales of the Twins, illustré par Eileen Soper
- They Ran Away Together, illustré par Jeanne Farrar
- Third Year at Malory Towers, illustré par Stanley Lloyd, Malory Towers 3
- We Want a Story, illustré par George Bowe, Pitkin

#### 1949
- My Enid Blyton Bedside Book, Arthur Barker
- Enid Blyton Bible Stories: Old Testament
- Enid Blyton Pictures: Old Testament
- Bluebell Story Book
- A Book of Magic
- My Enid Blyton Book, illustré par Cicely Steed, 2
- Bumpy and His Bus, illustré par Dorothy M. Wheeler
- A Cat in Fairyland and Other Stories, Pitkin
- Chuff The Chimney Sweep and other stories, Pitkin
- The Circus Book, illustré par R. Webster
- Daffodil Story Book
- The Dear Old Snow Man, Brockhampton Nursery Series
- Don't be Silly, Mr. Twiddle
- The Enchanted Sea and Other Stories, illustré par E. H. Davie
- Five Get into Trouble, Famous Five series 8
- Good Morning Book, illustré par Don and Ann Goring
- Fourth Holiday Book, illustré par Mary K. Lee and Eelco M. T. H. Van der Beek, cover Hilda Boswell
- Humpty Dumpty and Belinda, illustré par Sally Gee
- Jinky's Joke and other stories, illustré par Kathleen Gell
- Little Noddy Goes to Toyland, Noddy Library 1
- The Mountain of Adventure, The Adventure Series 5
- Mr. Tumpy and his Caravan, illustré par Dorothy Wheeler
- The Mystery of the Pantomime Cat, illustré par J. Abbey, The Five Find-Outers 7
- Oh, What a Lovely Time, illustré par Jeanne Farrar, Brockhampton Press
- Enid Blyton's Robin Hood Book, illustré par Joyce Johnson, Latimer House
- The Rockingdown Mystery, illustré par Gilbert Dunlop, The Barney Mysteries 1
- The Secret Seven, illustré par George Brook, Secret Seven series 1
- A Story Party at Green Hedges, illustré par Grace Lodge
- The Strange Umbrella and Other Stories, illustré pars E. H. Davie and M. Thorp
- Tales After Supper, illustré par Eileen Soper
- Those Dreadful Children, illustré par Grace Lodge
- Enid Blyton's Tiny Tales, illustré par Eileen Soper
- Upper Fourth at Malory Towers, illustré par Stanley Lloyd, Malory Towers 4

### Années 1950

#### 1950
- The Astonishing Ladder and Other Stories, illustré par Eileen Sloper
- Enid Blyton's Second Bedside Book
- Five Fall into Adventure, illustré par Eileen Sloper, Famous Five series 9
- Fifth Holiday Book
- Hurrah for Little Noddy, illustré par Harmsen Van Beek, Noddy Library 2
- In the Fifth at Malory Towers, illustré par Stanley Lloyd, Malory Towers 5
- Jolly Little Jumbo, illustré par Eileen Soper, Little Book 12 (?date)
- The Magic Knitting Needles and Other Stories, illustré par Eileen Sloper
- Mister Meddle's Muddles, illustré pars Rosalind M. Turvey and Joyce Mercer
- Mr. Pink-Whistle Interferes, illustré par Dorothy M. Wheeler
- The Mystery of the Invisible Thief, illustré par Treyer Evans, The Five Find-Outers 8
- The Pole Star Family, illustré par Ruth Gervis
- Poppy Story Book
- The Rilloby Fair Mystery, illustré par Gilbert Dunlop, The Barney Mysteries 2
- A Rubbalong Tale, Werner Laurie peep-book
- Rubbalong Tales, illustré par Meredith Norman
- The Seaside Family, illustré par Ruth Gervis
- The Ship of Adventure, illustré par Stuart Tresilian, The Adventure Series 6
- Secret Seven Adventure, illustré par George Brook, Secret Seven series 2
- Six Cousins Again, illustré par Maurice Tulloch
- Tales About Toys, illustré par Jeanne Farrar, Brockhampton Little Books 1
- The Three Naughty Children and Other Stories, illustré par Eileen Sloper
- Tricky the Goblin and Other Stories, illustré par Eileen Sloper
- We Do Love Mary Mouse, illustré par Olive Openshaw, Mary Mouse 8
- Welcome, Mary Mouse, illustré par Olive Openshaw, Mary Mouse 9
- What an Adventure, illustré par Eileen Soper, Little Book 2
- The Wishing Chair Again, illustré par Hilda McGavin, Wishing Chair series 2
- The Yellow Story Book, illustré par Eileen Soper

#### 1951
- Enid Blyton's Third Bedside Book
- Benny and the Princess, Pitkin Pleasure Book
- The Big Bedtime Story
- The Big Noddy Book 1
- Boody the Great Goblin and Other Stories, illustré par Gordon Robinson
- The Buttercup Farm Family, illustré par Ruth Gervis
- Buttercup Story Book
- Down at the Farm with Enid Blyton
- Father Christmas and Belinda
- Five on a Hike Together, Famous Five series 10
- The Flying Goat and Other Stories, Pitkin
- Hello Twins, illustré par Eileen Soper, Little Book 4
- Here Comes Noddy Again!, Noddy Library 4
- Sixth Holiday Book
- Hurrah for Mary Mouse, illustré par Olive Openshaw, Mary Mouse 10
- Enid Blyton's Jolly Story Book
- Last Term at Malory Towers, illustré par Stanley Lloyd, Malory Towers 6
- Let's Go to the Circus
- Enid Blyton's Lucky Story Book
- Mr. Pink-Whistle Comes Along & Other Tales
- The Mystery of the Vanished Prince, illustré par Treyer Evans, The Five Find-Outers 9
- Noddy and Big Ears Have a Picnic Noddy's House of Books 6
- Noddy and His Car, Noddy Library 3
- Noddy Goes to the Seaside Noddy's House of Books 3
- Noddy Has a Shock Noddy's House of Books 4
- Noddy Has more Adventures Noddy's House of Books 2
- Noddy Off to Rocking Horse Land Noddy's House of Books 5
- Noddy has some Adventures
- Noddy Painting Book
- A Picnic Party with Enid Blyton
- Pippy the Gnome and Other Stories, Pitkin
- A Prize for Mary Mouse, illustré par Olive Openshaw, Mary Mouse 11
- The Proud Golliwog, illustré par Molly Brett, Little Book 3
- The Queen Elizabeth Family, illustré par Ruth Gervis
- The Ring O' Bells Mystery, illustré par Gilbert Dunlop, The Barney Mysteries 3
- The Rubadub Mystery, illustré par Gilbert Dunlop, The Barney Mysteries 4
- Runaway Teddy Bear and Other Stories, illustré par Eileen Soper, E. H. Davie et al., Pitkin Pleasure Book
- The Six Bad Boys, illustré par Mary Gernat
- Enid Blyton's Sunny Story Book
- Tales from the Arabian Nights
- Too-Wise the Wonderful Wizard and Other Stories, Pitkin
- Trouble for the Twins, illustré par Eileen Soper, Little Books 18
- The Little Spinning House, Pitkin Pleasure Book
- A Tale of Little Noddy, Noddy's House of Books 1
- Up the Faraway Tree, illustré par Dorothy Wheeler, Faraway Tree series 4
- Well Done Secret Seven, illustré par George Brook, Secret Seven series 3

#### 1952
- The Adventurous Four Again
- Enid Blyton's Animal Lover's Book, illustré par James Lucas, E. C. Mansell, Norman R. Satchel
- Enid Blyton's Fourth Bedside Book
- Big Ears Loses Some Jewels, Noddy's Ark of Books 2
- Big Noddy Book 2
- Bob the Little Jockey illustré par Pierre Probst, Little Gift Book
- The Bonfire Folk
- Third Brer Rabbit Book
- Enid Blyton's Bright Story Book
- The Circus of Adventure, Adventure Series 7
- Come Along Twins, illustré par Eileen Soper, Little Books 9
- Don't Be Silly, Mr. Twiddle!
- Enid Blyton's Gay Story Book
- Enid Blyton's Good Morning Book, illustré par Willy Schermelé
- Enid Blyton's Noddy Song Book
- Enid Blyton's Omnibus!, illustré par Jessie Land, mixed short stories
- Five Have a Wonderful Time, Famous Five series 11
- The Funny Boy & Other Tales
- Here's the Naughtiest Girl!
- Seventh Holiday Book
- The Mad Teapot, illustré par Mandy Brett
- The Magic Needle & Other Tales
- Mandy Mops and Cubby Again,
- Mandy, Mops and Cubby Find a House
- Mary Mouse and her Bicycle, illustré par Olive Openshaw, Mary Mouse 12
- Mary Mouse and the Noah's Ark, illustré par Olive Openshaw, Mary Mouse 13
- Mister Meddle's Mischief
- Mr. Tumpy Plays a Trick on Saucepan, illustré par Dorothy Wheeler
- Mr. Twiddle's Trumpet & Other Tales
- My First Enid Blyton book
- My First Nature Book: The Brownie's Magic
- My Second Nature Book: The Spell That Went Wrong
- The Mystery of the Strange Bundle, illustré par Treyer Evans, The Five Find-Outers 10
- New Testament Bible Plates
- Noddy and Big Ears
- Noddy and the Three Bears, Noddy's Ark of Books 3
- Noddy Colour Strip Book,
- Noddy Goes to School, Noddy Library 6
- Noddy's Penny Wheel Car,
- Noddy and the Big Balloon, Noddy's Ark of Books 5
- Noddy and the Flying Elephant, Noddy's Ark of Books 1
- Noddy and the Witch's Wand,
- Noddy's Car Gets a Squeak,
- Noddy's Car Rides in the Air, Noddy's Ark of Books 4
- Pippi the Little Panther illustré par Pierre Probst, Little Gift Book
- The Queer Adventure, illustré par Norman Meredith
- Ruby Storybook
- The Rat-a-Tat Mystery, illustré par Gilbert Dunlop, The Barney Mysteries 5
- Scamp Goes on Holiday, illustré par Pierre Probst, Little Gift Book
- Secret Seven on the Trail, illustré par George Brook, Secret Seven series 4
- Snowdrop Story Book
- The Snowman in Boots & Other Tales
- The Story of My Life (autobiographie)
- The Enid Blyton Story Time Book
- Tales of Green Hedges
- The Very Big Secret, illustré par Ruth Gervis
- Welcome Josie, Click and Bun!, illustré par Dorothy Wheeler, Josie Click and Bun 5
- Well Done Noddy!, Noddy Library 5

#### 1953
- The Animal Book, illustré par Kathleen Nixon
- Enid Blyton's Fifth Bedside Book, illustré par Catherine Scholz
- Before I Go to Sleep
- Bible Stories
- Big Bedtime Book, illustré par Mary Brooks
- Big Noddy Book 3
- Bimbo and His Cousin, illustré par Pierre Probst, Hackett's Little Gift Books
- Enid Blyton's Fourth Brer Rabbit Book
- Chimney Corner Stories
- Enid Blyton's Christmas Story, calendrier de l'Avent
- Clicky and the Flying Horse, illustré par Molly Brett
- Clicky the Clockwork Clown, illustré par Molly Brett
- Five Go Down to the Sea, illustré par Eileen Soper, Famous Five series 12
- Go Ahead Secret Seven, illustré par Bruno Kay, Secret Seven series 5
- Gobo and Mr. Fierce
- The Golliwog Grumbled, as Little Book 17 (1955)
- Here Come the Twins, illustré par Eileen Soper, Little Book 13
- Here Comes Little Noddy, illustré par Beek
- Eighth Holiday Book
- Mandy Makes Cubby a Hat, illustré par Dorothy Wheeler
- Mr. Tumpy in the Land of Wishes, illustré par Dorothy Wheeler
- Enid Blyton's My Book of Fables, from the Tales of La Fontaine, illustré par Simon Romain
- The Mystery of Holly Lane, illustré par Treyer Evans, The Five Find-Outers series 11
- New Noddy Colour Strip Book, illustré par Beek
- My Fifth Nature Book
- Noddy and Jimmy Giraffe, Noddy's Garage of Books 5
- Noddy and the Cuckoo's Nest
- Noddy and the Naughty Toys, Noddy's Garage of Books 2
- Noddy at the Seaside, illustré par Beek, Noddy Library 7
- Noddy Gets Captured, illustré par Beek
- Noddy is Very Silly
- Noddy Loses His Clothes, Noddy's Garage of Books 1
- Noddy Makes a Mistake, Noddy's Garage of Books 3
- Noddy Wins a Prize, Noddy's Garage of Books 4
- Patapouf's Circus, illustré par Pierre Probst, Little Gift Book/Collins Wonder Colour Book
- The Secret of Moon Castle, illustré par Dorothy Hall, Secret Series 5
- Snowball the Pony, illustré par Iris Gillespie
- The Story of Our Queen, illustré par F. Stocks May
- Tenth Tell-a-Story Book
- Visitors in the Night, illustré par Molly Brett, Brockhampton Little Books 14
- Well, Really Mr. Twiddle, illustré par Hilda McGavin

#### 1954
- The Adventure of the Secret Necklace, illustré par Isabel Veevers
- The Adventures of Scamp, illustré par Olive Openshaw
- Animal Tales, Collins Wonder Colour Book
- Animals at Home, Old Thatch series
- Away Goes Sooty, Collins Wonder Colour Book
- Enid Blyton's Sixth Bedside Book
- Big Noddy Book
- Bimbo the Little Kitten, Little Gift Book
- Bimbo and Blackie, Little Gift Book
- Bimbo and Blackie Go Camping, illustré par Pierre Probst, Collins Wonder Colour Books
- Bobs, Collins Wonder Colour Book
- Bruiny and his Brothers, illustré par Pierre Probst, Little Gift Book
- The Castle without a Door and Other Stories, Pitkin
- The Children at Green Meadows, illustré par Grace Lodge
- Christmas with Scamp and Bimbo, illustré par Pierre Probst, Collins Wonder Colour Books
- The Clever Little Donkey, Collins Wonder Colour Book
- Clicky the Clown at the Circus, illustré par Molly Brett
- Colin the Cow-Boy, illustré par R. Caille, Collins Wonder Colour Book
- Enid Blyton's Daffodil Story Book
- Five Go to Mystery Moor, Famous Five series 13
- Fun with the Twins, illustré par Eileen Soper, Little Books 16
- Enid Blyton's Friendly Story Book, illustré par Eileen Soper
- Favorite Book of Fables, Collins Wonder Colour Book
- Gerry the Little Giraffe, Little Gift Book
- Good Work Secret Seven, illustré par Bruno Kay, Secret Seven series 6
- The Greatest Book in the World, illustré par Mabel Cook
- The Ninth Holiday Book
- How Funny You Are, Noddy!
- The Laughing Kitten
- The Little Toy Farm, Pitkin
- Enid Blyton's Magazine Annual No. 1
- Enid Blyton's Marigold Story Book
- Mary Mouse to the Rescue, illustré par Olive Openshaw, Mary Mouse 14
- Merry Mister Meddle!, illustré pars Rosalind M. Turvey and Joyce Mercer
- More About Amelia Jane!, illustré par Rene Cloke, Amelia Jane 3
- The Mystery of Tally-Ho Cottage, illustré par Treyer Evans, The Five Find-Outers 12
- Neddy the Little Donkey, Collins Wonder Colour Book
- Noddy and Mr. Roundy in Clowntown, Noddy's Castle of Books 4
- Noddy and Mr. Cheery, Noddy's Castle of Books 5
- Noddy and the Magic Goldfish, Noddy's Castle of Books 2
- Noddy and the Magic Rubber, Noddy Library 9
- Noddy and the Snow-House
- Noddy Gets into Trouble, illustré par Mary Brooks, Noddy Library 8
- Noddy Goes Dancing
- Noddy Goes to the Fair, illustré par Charles Seez
- Noddy in the Land of King Ho–Ho, Noddy's Castle of Books 3
- Noddy the Cry-Baby
- Noddy Visits the Land of Tops, Noddy's Castle of Books 1
- Scamp, Little Gift Book
- Scamp and Bimbo, Collins Wonder Colour Book
- Scamp at School, Collins Wonder Colour Book
- Scamp and Caroline, illustré par Pierre Probst, Little Gift Book
- Scamp Goes to the Zoo illustré par Pierre Probst
- Sooty illustré par Pierre Probst, Collins Wonder Colour Book
- Tales After Tea
- Three Little Lions, Little Gift Book
- What a Surprise, illustré par Molly Brett
- What Shall I Be?, Collins Wonder Colour Book

#### 1955
- About Silly Sammy
- About the Doll that Fell out of the Pram
- Enid Blyton's Annual (series produced by L. T. A. Robinson Ltd., some undated)
- Away Goes Sooty, illustré par Pierre Probst, Collins Wonder Book
- Enid Blyton's Seventh Bedside Book
- Benjy and the Others, illustré par Kathleen Gell
- Bible Stories from the Old Testament
- Bible Stories Old Testament II
- Sixth Brer Rabbit Book
- My Third Enid Blyton Book
- Five Have Plenty of Fun, Famous Five series 14, illustré par Eileen Soper
- Enid Blyton's Foxglove Story Book
- Gobo in the Land of Dreams
- The Golliwog Grumbled, illustré par Molly Brett
- Hello, Little Noddy
- Tenth Holiday Book
- Holiday House, illustré par Grace Lodge
- Enid Blyton's Magazine Annual Number 2
- Mandy, Mops and Cubby and the Whitewash
- Mary Mouse in Nursery Rhyme Land, illustré par Olive Openshaw, Mary Mouse 15
- Mischief Again
- More Chimney Corner Stories
- Mr Pink-Whistle's Party
- Mister Tumpy in the Land of Boys and Girls, illustré par Dorothy Wheeler
- New Big Noddy Book, illustré par Peter Wienk
- Noddy in Toyland, Noddy Picture Book
- Noddy Meets Father Christmas, illustré par Mary Brooks, Noddy Library 11
- Playing at Home: A Novelty Book, illustré par Sabine Schweitzer
- The River of Adventure, illustré par Stuart Tresilian, The Adventure Series 8
- Run-About's Holiday, illustré par Lilian Chivers
- Scamp at School, illustré par Pierre Probst
- Secret Seven Win Through, illustré par Bruno Kay, Secret Seven series 7
- Three Cheers for Noddy
- Trouble for the Twins, illustré par Eileen Soper
- The Troublesome Three, illustré par Leo
- Who Will Hold the Giant, play
- You Funny Little Noddy, Noddy Library 10

#### 1956
- A Day with Mary Mouse, illustré par Frederick White, Mary Mouse 16
- Be Brave, Little Noddy!, Noddy Library 13
- Enid Blyton's Eighth Bedside Book
- New Big Noddy Book 6
- Bom the Little Toy Drummer, illustré par R. Paul-Hoye
- The Clever Little Donkey, illustré par Romain Simon
- A Day with Noddy, Noddy Picture Book
- Five on a Secret Trail, illustré par Eileen Soper, Famous Five series 15
- Four in a Family, illustré par Tom Kerr
- Let's Have a Party
- Enid Blyton's Magazine Annual Number 3
- The Mystery of the Missing Man, illustré par Lilian Buchanan, The Five Find-Outers 13
- Noddy and His Passengers, Noddy's Station of Books 1
- Noddy and Naughty Gobby, Noddy's Station of Books 4
- Noddy and Tessie Bear, Noddy Library 12
- Noddy and the Magic Boots, Noddy's Station of Books 2
- Noddy Be Careful!
- Noddy Flies a Kite, Noddy's Station of Books 3
- Noddy Has Hankie Troubles, Noddy's Station of Books 5
- Enid Blyton's Book of Her Famous Play Noddy in Toyland
- Scamp at School, illustré par Pierre Probst
- A Story Book of Jesus, illustré par Elsie Walker
- Three Cheers Secret Seven, illustré par Burgess Sharrocks, Secret Seven series 8
- Water-Lily Story Book, illustré par Hilda Boswell and Dorothy Hall

#### 1957
- Enid Blyton's Annual, illustré par Gilbert Dunlop
- Ninth Bedside Book
- Bom and His Magic Drumstick
- Brer Rabbit Funtime Adventures
- Do Look Out Noddy, Noddy Library 15
- Five Go to Billycock Hill, illustré par Eileen Soper, Famous Five series 16
- The Twelfth Holiday Book, illustré pars Grace Lodge and Robert MacGillivray
- Enid Blyton's Magazine Annual Number 4
- Mary Mouse and the Garden Party, illustré par Frederick White, Mary Mouse 17
- The Mystery of the Strange Messages, illustré par Lilian Buchanan, The Five Find-Outers 14
- New Testament Picture Books 1 and 2, illustré par Elsie Walker
- Noddy and the Bear Who Lost His Growl,
- Noddy and the Bumpy-Dog, Noddy Library 14
- Noddy and the Tricky Teddy
- Noddy Tricks Mr. Sly
- Noddy's New Big Book 7
- Secret Seven Mystery, illustré par Burgess Sharrocks, Secret Seven series 9

#### 1958
- ABC with Noddy, Noddy Picture Book
- About Amanda Going Away
- About the Wizard Who Really Was a Nuisance
- Enid Blyton's Tenth Bedside Book
- The Birthday Kitten, illustré par Grace Lodge
- Bom Annual, illustré par Paul Hoye and H.W. Felstead
- Bom Annual 2
- Bom Goes Adventuring
- Bom Goes to Ho Ho Village
- Eighth Brer Rabbit Book
- Brer Rabbit Holiday Adventures
- Clicky Gets into Trouble
- Five Get into a Fix, illustré par Eileen Soper, Famous Five series 17
- Enid Blyton's Good Morning Book, illustré par Willy Schermelé
- Enid Blyton Holiday Book
- Mary Mouse Goes to the Fair, illustré par Frederick White, Mary Mouse 18
- Mr Pink Whistle's Big Book
- My Big Ears Picture Book, 1958
- My Noddy Picture Book, Noddy Picture Book
- New Big Noddy Book
- Noddy Buys a Spell, Noddy's Shop of Books 1
- Noddy Buys Tinny a Present, Noddy's Shop of Books 5
- Noddy Complains to Mr. Plod, Noddy's Shop of Books 4
- Noddy Drives Much Too Fast, Noddy's Shop of Books 3
- Noddy Has an Adventure, Noddy Library 17
- Noddy Helps Tinny Build a House, Noddy's Shop of Books 2
- Noddy Jingle Book
- Noddy's Own Nursery Rhymes, Noddy Board Book
- Noddy Painting Book
- Puzzle for the Secret Seven, illustré par Burgess Sharrocks, Secret Seven series 10
- Rumble and Chuff 1, 2, illustré par David Walsh
- You're a Good Friend, Noddy, Noddy Library 16

#### 1959
- Adventure Stories (réédition de Mischief at St. Rollo's et The Children of Kidillin)
- Eleventh Bedside Book
- Bible Stories, New Testament Book 6 The Man by the Pool, The Poor Leper
- Big Noddy Book
- Bom and the Clown, illustré par R. Paul-Hoye
- Bom and the Rainbow
- Enid Blyton's Book of the Year
- Dog Stories (réédition de Three Boys and a Circus and The Adventures of Scamp)
- The Famous Five Special
- Hullo, Bom and Wuffy Dog
- Holiday Book
- Mary Mouse Has a Wonderful Idea, illustré par Frederick White, Mary Mouse 19
- Mystery Stories (réédition de The Secret of Cliff Castle et Smuggler Ben)
- Noddy and the Bunkey, Noddy Library 19
- Noddy Goes to Sea, Noddy Library 18
- Noddy's Car Picture Book, Noddy Picture Book
- Noddy's Grand Adventure
- The Ragamuffin Mystery, illustré par Anyon Cook, The Barney Mystery Series 6
- Secret Seven Fireworks, illustré par Burgess Sharrocks, Secret Seven series 11
- Enid Blyton's Story Book

### Années 1960 - 1970

#### 1960
- The Adventure of the Strange Ruby, illustré par Roger Payne
- The Twelfth Bedside Book, Bedside Books
- Bom Goes to Magic Town, Bom series, illustré par R. Paul-Hoye
- Brer Rabbit and his Friends, Brer Rabbit series
- Cheer Up, Little Noddy!, Noddy Library 20
- Clicky and Tiptoe, Clicky series, illustré par Molly Brett
- Five on Finniston Farm, Famous Five 18
- Good Old Secret Seven, Secret Seven 12, illustré par Burgess Sharrocks
- Happy Day Stories, illustré par Marcia Lane Foster
- Mary Mouse Goes to the Sea, Mary Mouse 20, illustré par Frederick White
- Noddy and the Runaway Wheel, Noddy series
- Noddy Goes to the Fair, Noddy Library 21
- Noddy's Bag of Money, Noddy series
- Noddy's 1 2 3 Book, Noddy Picture Book
- Noddy's Car Gets into Trouble, Noddy series
- Noddy's Tall Blue Book, Noddy series
- Noddy's Tall Green Book, Noddy series
- Noddy's Tall Orange Book, Noddy series
- Noddy's Tall Pink Book, Noddy series
- Noddy's Tall Red Book, Noddy series
- Noddy's Tall Yellow Book
- Will the Fiddler, illustré par Grace Lodge

#### 1961
- The Big Enid Blyton Book
- Bom at the Seaside, Bom series
- Bom Goes to the Circus, Bom series
- Happy Holiday, Clicky, Clicky series, illustré par Molly Brett
- Mary Mouse Goes Out for the Day, Mary Mouse 21, illustré par Frederick White
- Five Go to Demon's Rocks, Famous Five 19, illustré par Eileen Soper
- Mr Plod and Little Noddy, Noddy Library 22
- The Mystery of Banshee Towers, The Five Find-Outers 15, illustré par Lilian Buchanan
- The Mystery That Never Was, illustré par Gilbert Dunlop
- Noddy's Toyland Train Picture Book, Noddy Picture Book
- Shock for the Secret Seven, Secret Seven 13, illustré par Burgess Sharrocks
- Tales at Bedtime

#### 1962
- A Day at School with Noddy, Noddy Picture Book
- Five Have a Mystery to Solve, illustré par Eileen Soper, Famous Five series 20
- Fun with Mary Mouse, illustré par R. Paul-Hoye, Mary Mouse 22
- The Four Cousins, illustré par Joan Thompson
- The Eighth Holiday Book
- Look Out Secret Seven, illustré par Burgess Shanks, Secret Seven series 14
- Noddy and the Tootles, Noddy Library 23
- Stories for Monday

#### 1963
- The Boy Who Wanted a Dog, illustré par Sally Michel
- Brer Rabbit Again, illustré par Grace Lodge
- Brer Rabbit Book, illustré par Grace Lodge
- Brer Rabbit's a Rascal, illustré par Grace Lodge
- Chimney Corner Stories
- Five Are Together Again, illustré par Eileen Soper, Famous Five series 21
- Five Have a Puzzling Time and Other Stories
- Fun for the Secret Seven, illustré par Burgess Sharrocks, Secret Seven series 15
- Noddy and the Aeroplane, Noddy Library 24
- Round the Clock Stories
- Shadow the Sheepdog
- Sunshine Book
- Tales of Brave Adventure
- Tales of Toyland

#### 1964
- The Dog without a Collar
- Happy Hours Story Book
- The Hidey-Hole, illustré par Daphne Rowles
- Mary Mouse and the Little Donkey, illustré par R. Paul-Hoye, Mary Mouse 23
- My Favourite Enid Blyton Story Book
- The Enid Blyton Story Book for Fives to Sevens, illustré pars Dorothy Hall and Grace Shelton
- Storytime Book
- Fifth Tell-A-Story Book
- Sixth Tell-A-Story Book
- Seventh Tell-A-Story Book
- Eighth Tell-A-Story Book
- Ninth Tell-A-Story Book
- Tenth Tell-A-Story Book
- Tinkle-Tinkle-Jingle-Jing

#### 1965
- The Boy Who Came Back, illustré par Elsie Walker
- The Dog Who Would Go Digging, John and Mary 3
- Easy Reader Books 1–4
- High Adventure with Enid Blyton, John and Mary Stories
- Eleventh Holiday Book
- Learn to Count with Noddy
- Learn to Read about Animals with Noddy
- Learn to Tell Time with Noddy
- The Man Who Stopped To Help
- Noddy and His Friends Nursery Picture Book, Noddy Picture Book
- Noddy's Car
- Storyland, 1 et 2
- Tales of Long Ago, illustré par Anne et Janet Johnstone
- Fifteenth Tell-A-Story Book
- Enid Blyton's Treasure Box
- Enid Blyton's Sunshine Book

#### 1966
- Adventure for Goldie Sunshine Picture Story Book
- Annabelle's Little Thimble, Tulip Book 2
- The Dog Without a Collar Sunshine Picture Story Book
- Fairy Folk Story Book, illustré par Rene Cloke
- Fireside Tales
- The Grandpa Clock Sunshine Picture Story Book
- The Great Big Fish, John and Mary 1
- The Higgledy Piggledy Goblins, Sunshine Picture Story Book
- The High and Mighty Bear, Sunshine Picture Story Book
- How John Got His Ducklings, John and Mary
- The Lost Slippers, Tulip Book 3
- Pixieland Story Book, illustré par Rene Cloke
- Playtime Story Book 10
- Playtime Story Book 11
- Run-about's Holiday, illustré par Lilian Chivers
- Stories for Bedtime
- Stories for You
- Tales at Bedtime, illustré par Hilda McGavin
- The Three Sailors, John and Mary 5
- The Wheel That Ran Away, John and Mary

#### 1967
- Big Ears Board Book, Noddy Board Book
- Holiday Animal Stories
- Holiday Magic Stories
- Holiday Pixie Stories
- Holiday Toy Stories
- Noddy and his Passengers, Noddy Picture Book (title earlier)
- Noddy and the Magic Boots, Noddy Picture Book (title earlier)
- Noddy and the Noah's Ark, Noddy Picture Book
- Noddy Board Book, Noddy Board Book
- Noddy Toyland ABC
- Noddy's Aeroplane Picture Book, Noddy Picture Book
- Noddy's Funny Kite
- Pixie Tales

#### 1968
- Bedtime Annual, illustré par Jo Berryman
- Brownie Tales
- Granny's Lovely Necklace
- My First Enid Blyton Sunshine Reader
- Playtime Story Book 5

#### 1975
- The Dog with the Long Tail, and other stories

## Publications posthumes
The Young Adventurers series (2004), publié initialement sous le titre Riddle Series (1997) par HarperCollins.
- The Riddle of Holiday House  (ISBN 1-84135-737-5)
- The Riddle That Never Was  (ISBN 0-00-694574-0)
- The Riddle of The Rajah's Ruby  (ISBN 0-00-694575-9)
- The Riddle of The Hollow Tree  (ISBN 0-00-694576-7)
- The Riddle of The Hidden Treasure  (ISBN 0-00-694577-5)
- The Riddle of The Boy Next Door  (ISBN 0-00-694578-3)

More Wishing-Chair Stories (2000)